# 임시정부
임시정부(臨時政府, 영어: provisional government, 문화어: 림시정부) 또는 과도정부(過渡政府, interim government)는 정부가 무너진 후, 무정부 상태를 해소하기 위해 임시로 구성된 정부를 말한다. 다른 나라의 침략 등으로 해외에 세워진 망명정부를 '임시정부'라고 칭하기도 한다.

## 실존했던 임시정부
- 러시아 임시정부
- 프랑스 공화국 임시정부
- 대한민국 임시정부
  - 상해 임시정부
  - 한성정부
  - 대한국민의회
  - 남조선과도정부
- 중화민국 임시정부
- 폴란드 임시정부
- 이란 임시정부
- 아프가니스탄 과도 이슬람국
- 대한민국 제2공화국
  - 허정과도내각

## 같이 보기
- 망명정부